# Márnio Teixeira-Pinto
Márnio Teixeira-Pinto (Rio de Janeiro, 6 de julho de 1962) é um antropólogo brasileiro, estudioso da tribo Arara.

## Vida
Graduado em Ciências Sociais pela Universidade de Brasília (1986), fez mestrado (1989) e doutorado (1995) em Antropologia Social pelo Museu Nacional vinculado a Universidade Federal do Rio de Janeiro, sob orientação de Eduardo Viveiros de Castro.
Efetuou pós-doutorado (1998-1999) e foi  Visiting Scholar (1999-2000) na University of Saint-Andrews, Escócia-UK, apontado para o cargo honorífico de Research Fellow até 2002. Foi professor visitante no Departamento de Antropologia da University of Wisconsin, EUA, como Professor Sênior CAPES/Fulbright em 2007. 
Foi professor da Universidade Federal do Paraná entre 1990 e 2002, quando então passou para os quadros do Departamento de Antropologia da Universidade Federal de Santa Catarina (UFSC).  Afirma-se como um "estruturalista convicto".
Desde 01 de dezembro de 2003 é casado com a também antropóloga Miriam Hartung.

## Realizações
Seu principal trabalho é o livro IEIPARI: Sacrifício e Vida Social entre os Índios Arara , que ganhou o prêmio Anpocs de Melhor Tese de Doutorado em 1996.
Trabalhou na demarcação do território do povo Arara.